# Digital Life Design

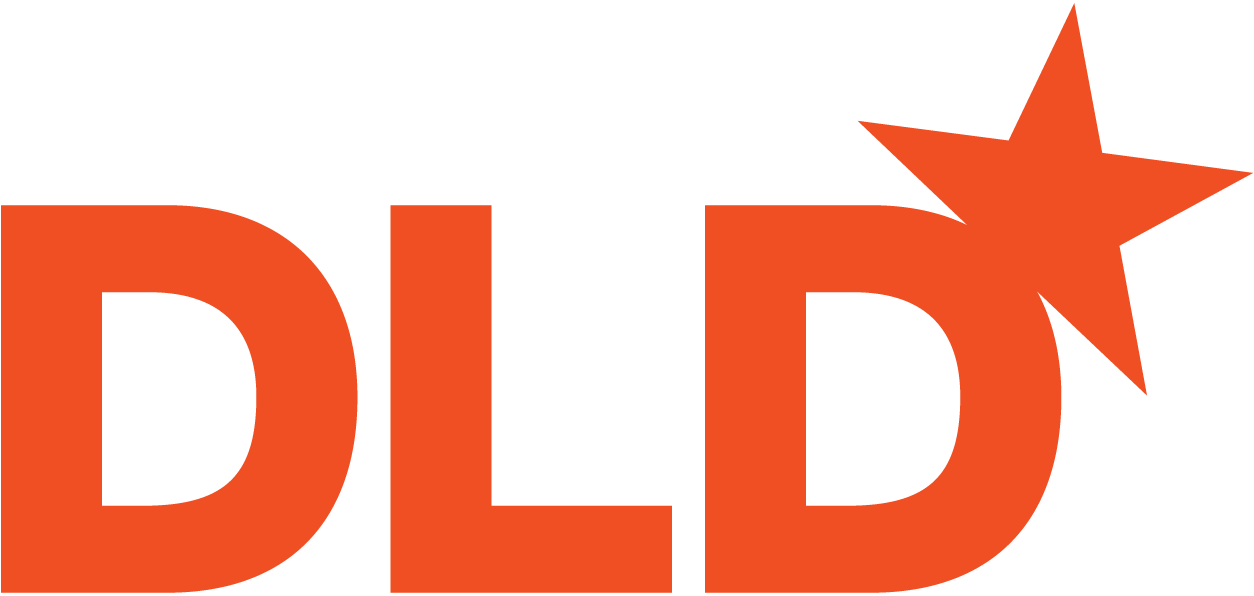
Logo der Digital Life Design

Digital Life Design (DLD) ist die internationale Konferenz- und Innovationsplattform von Hubert Burda Media.
DLD Media veranstaltet die Digitalkonferenz DLD Munich sowie weitere internationale Network-Events, darunter in Palo Alto, New York, London, Tel Aviv, Istanbul, Rio de Janeiro und Peking. Die Konferenz gilt als eine der wichtigsten europäischen Konferenzen für Investoren und Internetunternehmen.
DLD Munich findet jährlich kurz vor dem World Economic Forum in Davos statt und versammelt inzwischen weit mehr als 1000 Gäste aus etwa 50 Ländern. Das Motto von DLD, Connect the Unexpected, vereint Themen aus Technologie, Kunst, Wissenschaft und Politik, um Diskurse über die Welt von morgen anzuregen.
Persönlichkeiten, die hier ihre Visionen dargelegt haben, waren u. a. Mark Zuckerberg, Lady Gaga, Yoko Ono, Jimmy Wales, Maria Ressa, Robert Habeck, Kai-Fu Lee, Francis Kéré, Satya Nadella, Zaha Hadid, Hans Ulrich Obrist, Scott Galloway, Sheryl Sandberg, Margrethe Vestager, Emmanuel Macron, Yat Siu und viele mehr.

## Geschichte

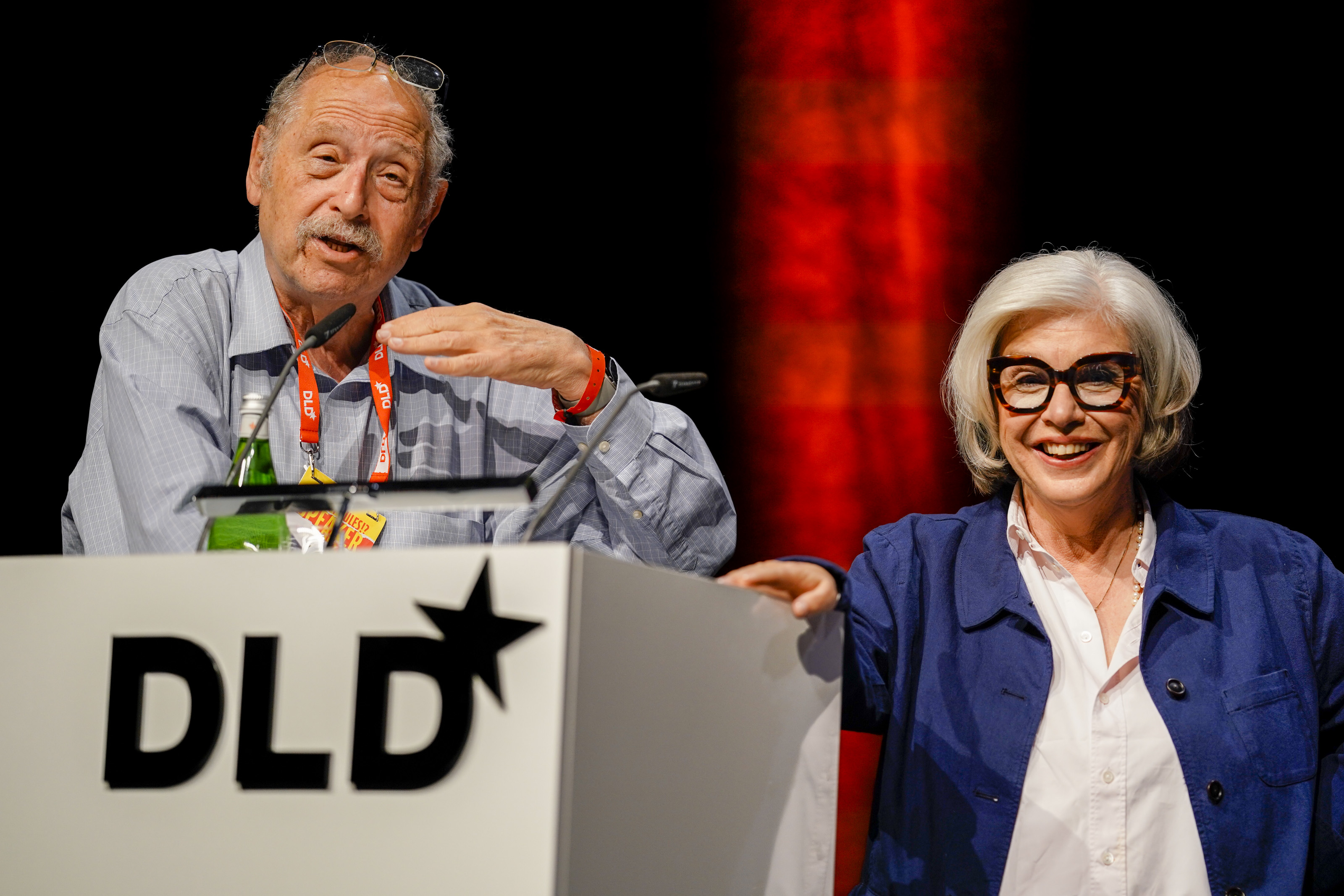
Steffi Czerny und Yossi Vardi eröffnen DLD Munich 22

Mitgründerin der Konferenzplattform ist Stephanie Czerny, die auch Geschäftsführerin ist. Chairmen der Konferenz sind Yossi Vardi und Hubert Burda.
Nach Gründung der DLD Konferenz im Jahr 2005 wurde zum Ausbau der Marke im Jahr 2010 die DLD Media GmbH, ein 100-prozentiges Tochterunternehmen der Hubert Burda Media, geschaffen. Steffi Czerny und DLD-Mitgründer Marcel Reichart wurden zu Geschäftsführern berufen. Seitdem wurde das Angebot stetig erweitert; neben der Hauptkonferenz im Januar zählen Konferenzen an weiteren Standorten weltweit, Salons, Dinner, Vortragsreihen, Wanderungen und weitere Events zum Portfolio der Plattform.
Die Teilnahme an Events erfolgt nur auf Einladung durch die Veranstalter, Personen ohne Einladung können sich auf der Webseite der Veranstaltung bewerben. Tagungsort in München war bis 2018 das denkmalgeschützte Bankgebäude in der Kardinal-Faulhaber-Straße 1 (HVB Forum); 2019 fand die Veranstaltung erstmals in der Alten Kongresshalle von München statt. DLD Munich 22 wurde im Gasteig in München veranstaltet. Seit 2023 findet die DLD Munich im House of Communication der Agentur Serviceplan im Münchner Werksviertel statt. Die Konferenz kann gewöhnlich im Internet über einen Live-Stream verfolgt werden.
Die Konferenz findet jährlich unmittelbar vor dem World Economic Forum in Davos statt.
| Konferenz | Thema                      |
| --------- | -------------------------- |
| DLD 2006  | No specific theme          |
| DLD 2007  | No specific theme          |
| DLD 2008  | Uploading the 21st century |
| DLD 2009  | New Realities              |
| DLD 2010  | Map your Future            |
| DLD 2011  | Update your Reality        |
| DLD 2012  | All you need is … Data?    |
| DLD 2013  | Patterns That Connect      |
| DLD 2014  | Content & Context          |
| DLD 2015  | It’s Only the Beginning    |
| DLD 2016  | The Next Next              |
| DLD 2017  | ...what’s the plan?        |
| DLD 2018  | Reconquer                  |
| DLD 2019  | Optimism & Courage         |
| DLD 2020  | What are you adding?       |
| DLD 2021  | What the World Needs Now…  |
| DLD 2022  | Reality Rules!?            |
| DLD 2023  | Beyond NOW                 |
| DLD 2024  | Dare to Know               |

## Aenne Burda Award
Zum Andenken an das unternehmerische und soziale Engagement seiner Mutter Aenne Burda stiftete Hubert Burda 2006 den Aenne Burda Award, der alljährlich im Rahmen der DLD-Konferenz an „erfolgreiche Frauen in den Medien“ verliehen werden soll.
| Jahr | Preisträger             |
| ---- | ----------------------- |
| 2006 | Marissa Mayer           |
| 2007 | Caterina Fake           |
| 2008 | Martha Stewart          |
| 2009 | Esther Dyson            |
| 2010 | Mitchell Baker          |
| 2011 | Natalie Massenet        |
| 2012 | Arianna Huffington      |
| 2013 | Zaha Hadid              |
| 2014 | Viviane Reding          |
| 2015 | Edit Schlaffer          |
| 2017 | Auguste von Bayern      |
| 2018 | Rose McGowan            |
| 2019 | Fatoumata Ba            |
| 2020 | Maja Hoffmann           |
| 2022 | Andrea Pfeifer          |
| 2023 | Ebru Baybara Demir      |
| 2024 | Sandrine Dixson-Declève |

## Ausgewählte Referenten
Jährlich umfasst die Tagung ca. 150 Referenten und Referentinnen. Die Spannbreite der Themen reicht von KI, Quantum, Biotech  und der kommerziellen Raumfahrt über Kunst, Architektur und Design bis zum Schutz von Biodiversität.
| Jahr | Referent                    | Organisation                                                      | Kategorie             |
| ---- | --------------------------- | ----------------------------------------------------------------- | --------------------- |
| 2023 | Yat Siu                     | Animoca Brands                                                    | Digitaler Vordenker   |
| 2020 | Thierry Breton              | European Commission                                               | Politiker             |
| 2019 | Sheryl Sandberg             | Facebook                                                          | Managerin             |
| 2006 | Lars Hinrichs               | XING                                                              | Digitale Vordenker    |
| 2009 | Mark Zuckerberg             | Facebook                                                          | Digitale Vordenker    |
| 2009 | Randi Zuckerberg            | Facebook                                                          | Digitale Vordenkerin  |
| 2011 | James Murdoch               | News Corporation                                                  | Manager               |
| 2009 | Viviane Reding              | Europäische Kommission                                            | Politikerin           |
| 2011 | Paulo Coelho                |                                                                   | Autor                 |
| 2009 | Don Tapscott                | Wikinomics                                                        | Autor                 |
| 2006 | Anne Urbauer                |                                                                   | Autorin               |
| 2009 | Lars-Hendrik Röller         | European School of Management and Technology                      | Wissenschaftler       |
| 2009 | Suhas Gopinath              | Globals                                                           | Digitale Vordenker    |
| 2009 | Sean Parker                 | Napster                                                           | Digitale Vordenker    |
| 2009 | Theodor Weimer              | Unicredit Bank                                                    | Manager               |
| 2009 | Axel Schmiegelow            | Qype                                                              | Digitale Vordenker    |
| 2009 | Patricia Szarvas            | CNBC                                                              | Autorin               |
| 2009 | Marc Ecko                   | Eckō Unlimited                                                    | Manager               |
| 2009 | Monika Wulf-Mathies         | SPD                                                               | Politikerin           |
| 2009 | David Weinberger            | Harvard University                                                | Wissenschaftler       |
| 2009 | Kasper Rorsted              | Henkel                                                            | Manager               |
| 2009 | Michael Schindhelm          |                                                                   | Künstler              |
| 2009 | Christopher Schläffer       | Deutsche Telekom                                                  | Manager               |
| 2009 | Maria Furtwängler           |                                                                   | Schauspielerin/Ärztin |
| 2009 | Gerhard Roth                | Studienstiftung des deutschen Volkes                              | Wissenschaftler       |
| 2009 | Ross Lovegrove              |                                                                   | Künstler              |
| 2009 | Alexander Olek              | Epigenomics                                                       | Manager               |
| 2009 | Max Levchin                 | PayPal                                                            | Digitale Vordenker    |
| 2006 | Arianna Huffington          |                                                                   | Autorin               |
| 2007 | Uli Baur                    |                                                                   | Autor                 |
| 2007 | Ronny Pecik                 | Victory Industriebeteiligung                                      | Manager               |
| 2007 | Walter Mossberg             |                                                                   | Autor                 |
| 2007 | Steven Levy                 |                                                                   | Autor                 |
| 2007 | Georges Kern                |                                                                   | Schauspieler          |
| 2007 | Craig Newmark               | Craigslist                                                        | Digitale Vordenker    |
| 2007 | Cevat Yerli                 | Crytek                                                            | Digitale Vordenker    |
| 2007 | Luc Besson                  |                                                                   | Autor                 |
| 2009 | Edwin Moses                 |                                                                   | Sportler              |
| 2009 | Herbert Nitsch              |                                                                   | Sportler              |
| 2009 | Jōichi Itō                  | MIT Media Lab                                                     | Manager               |
| 2007 | Thomas Huber                |                                                                   | Sportler              |
| 2007 | Helmut Fiebig               |                                                                   | Autor                 |
| 2007 | Nicholas Negroponte         | Massachusetts Institute of Technology                             | Wissenschaftler       |
| 2007 | Chris Bangle                | BMW                                                               | Manager               |
| 2006 | Annette Weber               |                                                                   | Autorin               |
| 2009 | Silvana Koch-Mehrin         | FDP                                                               | Politikerin           |
| 2007 | Ai Weiwei                   |                                                                   | Künstler              |
| 2009 | Carsten Höller              |                                                                   | Künstler              |
| 2009 | Rem Koolhaas                |                                                                   | Künstler              |
| 2009 | Hilary Hahn                 |                                                                   | Künstlerin            |
| 2007 | Rolf Sachs                  |                                                                   | Künstler              |
| 2009 | Thomas Demand               |                                                                   | Künstler              |
| 2007 | John Naisbitt               |                                                                   | Autor                 |
| 2006 | Paul van Dyk                |                                                                   | Künstler              |
| 2007 | Bruce Sterling              |                                                                   | Autor                 |
| 2009 | Hayden Chisholm             |                                                                   | Künstler              |
| 2009 | John Armleder               |                                                                   | Künstler              |
| 2009 | Deborah Berebichez          | Courant Institute of Mathematical Sciences of New York University | Wissenschaftlerin     |
| 2009 | Mitchell Baker              | Mozilla Foundation                                                | Digitale Vordenker    |
| 2009 | Michael Arrington           | TechCrunch                                                        | Autor                 |
| 2007 | Ernst Ulrich von Weizsäcker | Bren School of Environmental Science and Management               | Wissenschaftler       |
| 2007 | Miltos Manetas              |                                                                   | Künstler              |
| 2007 | Tim Brown                   | IDEO                                                              | Künstler              |
| 2006 | Hans-Ulrich Obrist          |                                                                   | Künstler              |
| 2007 | Hartmut Esslinger           |                                                                   | Künstler              |
| 2007 | Norman Foster               |                                                                   | Künstler              |
| 2009 | Hubert Burda                | Hubert Burda Media                                                | Digitale Vordenker    |
| 2009 | Ora Ito                     |                                                                   | Künstler              |
| 2009 | Dan Ariely                  | Duke University                                                   | Wissenschaftler       |
| 2005 | Loïc Le Meur                | LeWeb                                                             | Digitale Vordenker    |
| 2006 | Bernd Radig                 | Technische Universität München                                    | Wissenschaftler       |
| 2006 | Ernst Pöppel                | Ludwig-Maximilians-Universität München                            | Wissenschaftler       |
| 2006 | David Benedek               | Robot Food                                                        | Sportler              |
| 2009 | Mike Horn                   |                                                                   | Sportler              |
| 2008 | Shai Agassi                 | Better Place                                                      | Manager               |
| 2008 | Morten Lund                 | Skype                                                             | Digitale Vordenker    |
| 2008 | Niklas Zennström            | Skype                                                             | Digitale Vordenker    |
| 2006 | Thomas Middelhoff           | Arcandor                                                          | Manager               |
| 2008 | Cao Fei                     |                                                                   | Künstlerin            |
| 2008 | Martha Stewart              |                                                                   | Managerin             |
| 2006 | George Dyson                | Institute for Advanced Study                                      | Wissenschaftler       |
| 2008 | Paul Kagame                 | Ruanda                                                            | Politiker             |
| 2006 | Georg Kofler                | Premiere                                                          | Manager               |
| 2006 | Martin Varsavsky            | FON                                                               | Digitale Vordenker    |
| 2006 | Bazon Brock                 | Bergische Universität Wuppertal                                   | Wissenschaftler       |
| 2008 | Bjarke Ingels               |                                                                   | Künstlerin            |
| 2008 | Clay Shirky                 |                                                                   | Autor                 |
| 2008 | Oliviero Toscani            |                                                                   | Künstler              |
| 2008 | Christiane zu Salm          |                                                                   | Managerin             |
| 2008 | Marc Samwer                 | European Founders Fund                                            | Digitale Vordenker    |
| 2006 | Oliver Samwer               | European Founders Fund                                            | Digitale Vordenker    |
| 2008 | Carolyn Porco               | University of Colorado at Boulder                                 | Wissenschaftlerin     |
| 2008 | Lisa Randall                | Massachusetts Institute of Technology                             | Wissenschaftlerin     |
| 2007 | Peer Steinbrück             | SPD                                                               | Politiker             |
| 2011 | Reinhold Messner            |                                                                   | Abenteurer            |
| 2008 | Frank Briegmann             | Universal Music Group                                             | Manager               |
| 2009 | Paola Antonelli             | School of Visual Arts                                             | Künstlerin            |
| 2008 | Greg Lynn                   |                                                                   | Künstler              |
| 2008 | David Silverman             |                                                                   | Künstler              |
| 2008 | Judith Park                 |                                                                   | Künstlerin            |
| 2008 | John Maeda                  | Rhode Island School of Design                                     | Künstler              |
| 2008 | Olaf Göttgens               | Rodenstock                                                        | Manager               |
| 2008 | Tyler Brûlé                 |                                                                   | Künstler              |
| 2008 | Esther Dyson                |                                                                   | Autorin               |
| 2008 | Jeff Jarvis                 | City University of New York                                       | Wissenschaftler       |
| 2008 | Konstantin Grcic            |                                                                   | Künstler              |
| 2008 | Elizabeth Diller            | Diller + Scofidio                                                 | Künstlerin            |
| 2008 | Richard Dawkins             | University of Oxford                                              | Wissenschaftler       |
| 2008 | Naomi Campbell              |                                                                   | Schauspielerin        |
| 2008 | John Brockman               |                                                                   | Autor                 |
| 2011 | Marc Benioff                | Salesforce.com                                                    | Digitale Vordenker    |
| 2010 | David Mayer de Rothschild   | Adventure Ecology                                                 | Abenteurer            |
| 2010 | Muhammad Yunus              | Grameen Bank                                                      | Manager               |
| 2010 | Bertrand Piccard            | Winds of Hope                                                     | Abenteurer            |
| 2010 | Martti Ahtisaari            | Finnland                                                          | Politikerin           |
| 2011 | Arthur Ochs Sulzberger Jr.  | New York Times                                                    | Verleger              |
| 2010 | Tom Glocer                  | Thomson Reuters                                                   | Manager               |
| 2011 | Ursula von der Leyen        | CDU                                                               | Politikerin           |
| 2011 | Hans Magnus Enzensberger    |                                                                   | Autor                 |
| 2009 | Nassim Nicholas Taleb       | Wharton School                                                    | Wissenschaftler       |
| 2007 | Arend Oetker                | Dr. August Oetker                                                 | Manager               |
| 2008 | René Obermann               | Deutsche Telekom                                                  | Manager               |
| 2011 | Dennis Crowley              | Foursquare                                                        | Digitale Vordenker    |
| 2009 | Daniel Kahneman             | Princeton University                                              | Wissenschaftler       |
| 2011 | Reid Hoffman                | Linkedin                                                          | Digitale Vordenker    |
| 2008 | Craig Venter                | Human Genome Project                                              | Wissenschaftler       |
| 2010 | Jimmy Wales                 | Wikipedia                                                         | Digitale Vordenker    |
| 2009 | Chad Hurley                 | YouTube                                                           | Digitale Vordenker    |
| 2011 | Eric Schmidt                | Google                                                            | Digitale Vordenker    |
| 2011 | Kai Diekmann                | Bild                                                              | Verleger              |
| 2010 | Frank Appel                 | Deutsche Post                                                     | Manager               |
| 2006 | Marissa Mayer               | Google                                                            | Digitale Vordenkerin  |
| 2013 | Auguste von Bayern          | University of Oxford                                              | Wissenschaftlerin     |